# Бобкін Олександр Васильович
Олександр Васильович Бобкін (народився 2 серпня 1982 у м. Києві, СРСР) — український хокеїст і тренер. Майстер спорту міжнародного класу.
Виступав за «Торпедо-2» (Ярославль), «Беркут-Київ», ХК «Київ», «Нафтохімік» (Нижньокамськ), «Сибір» (Новосибірськ), «Нафтовик» (Альметьєвськ), «Сокіл» (Київ), «Нафтовик» (Леніногорськ), АТЕК (Київ), «Шинник» (Бобруйськ), «Іртиш» (Павлодар), «Донбас» (Донецьк), «Білий Барс».
У складі національної збірної України провів 29 матчів (9+12), учасник чемпіонатів світу 2006 і 2007. У складі молодіжної збірної України учасник чемпіонату світу 2001 (дивізіон I).
Головний тренер юнацької і молодіжної збірних України з хокею. З літа 2022 року очолював хокейний клуб «Дніпро» (Херсон), з 2024 року тренує команду «Шторм» (Одеса).
Досягнення
- Чемпіон СЄХЛ (2001)
- Чемпіон України (2006, 2007, 2008, 2011).